# Мариенберг (мыза)
Ма́риенберг (нем. Marienberg), за́мок Ма́арьямяги, также замок Ма́арьямяэ (эст. Maarjamäe loss), за́мок летней мызы Ма́арьямяэ (эст. Maarjamäe suvemõisa loss) и за́мок Орло́ва (эст. Orlovi loss) — бывшая летняя резиденция (мыза) семьи графа Анатолия Владимировича Орлова-Давыдова в пригороде Ревеля. 
С 1975 года замок является филиалом Эстонского исторического музея. Расположен в таллинском микрорайоне Кадриорг.

## История
В 1873 году граф А. В. Орлов-Давыдов (сын графа В. П. Орлова-Давыдова) купил участок, где располагались здания сахарной фабрики и которое ранее носило название Штрайтберг (нем. Streitberg, Strietberg), и выстроил подобие средневекового замка.
Автором проекта главного здания мызы был петербургский архитектор, профессор Роберт Андреевич Гёдике, строительными работами руководил местный архитектор Николай Тамм. На флюгере здания обозначен год «1874», который со всей вероятностью можно считать годом его постройки.
Своё название замок получил по прилегающему к нему парку Мариенберг (нем. Marienberg, в эстонском варианте — Маарьямяги (эст. Maarjamägi)), названному так графом А. В. Орловым-Давыдовым, вероятно, в честь супруги и дочери (обеих звали Мариями).
На военно-топографических картах Российской империи (1846—1863 годы) мыза обозначена как Дачи Марiенбергъ.
В поместье проходили съёмки ряда советских фильмов, в их числе «Игра без правил» (1965), «Вариант «Омега»» (1975) и «Собака Баскервилей» (1981).

## Музей
Экспозиция расположенного в замке филиала Эстонского исторического музея в охватывает период с начала XIX века. В прилегающий к музею парк свезены памятники деятелям коммунистического движения, прежде стоявшие в городах Эстонской ССР.

## Галерея

Мыза Мариенберг
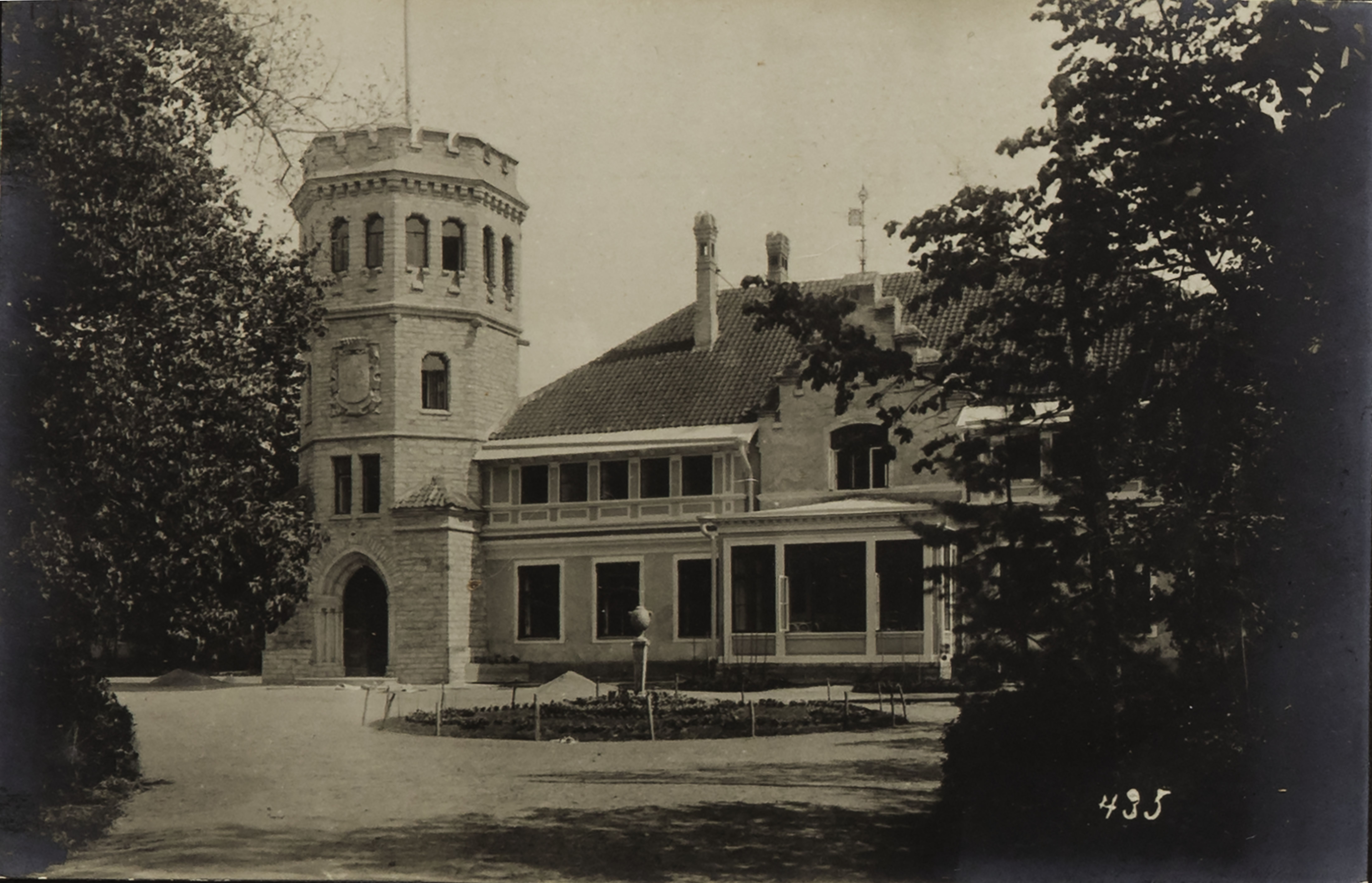
Главное здание мызы (замок графа Орлова-Давыдова) в 1936 году
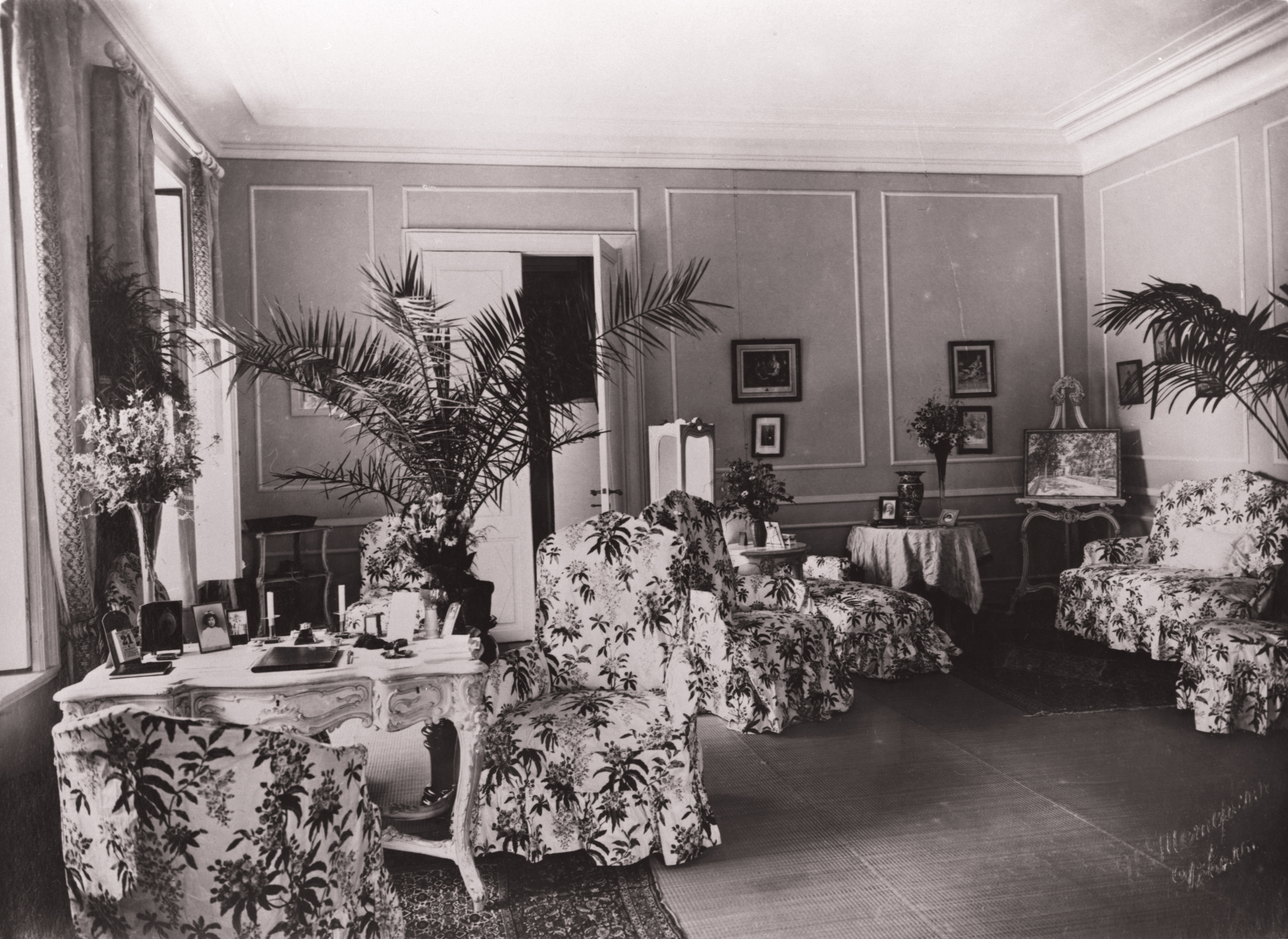
Комната в замке Орлова, начало XX века
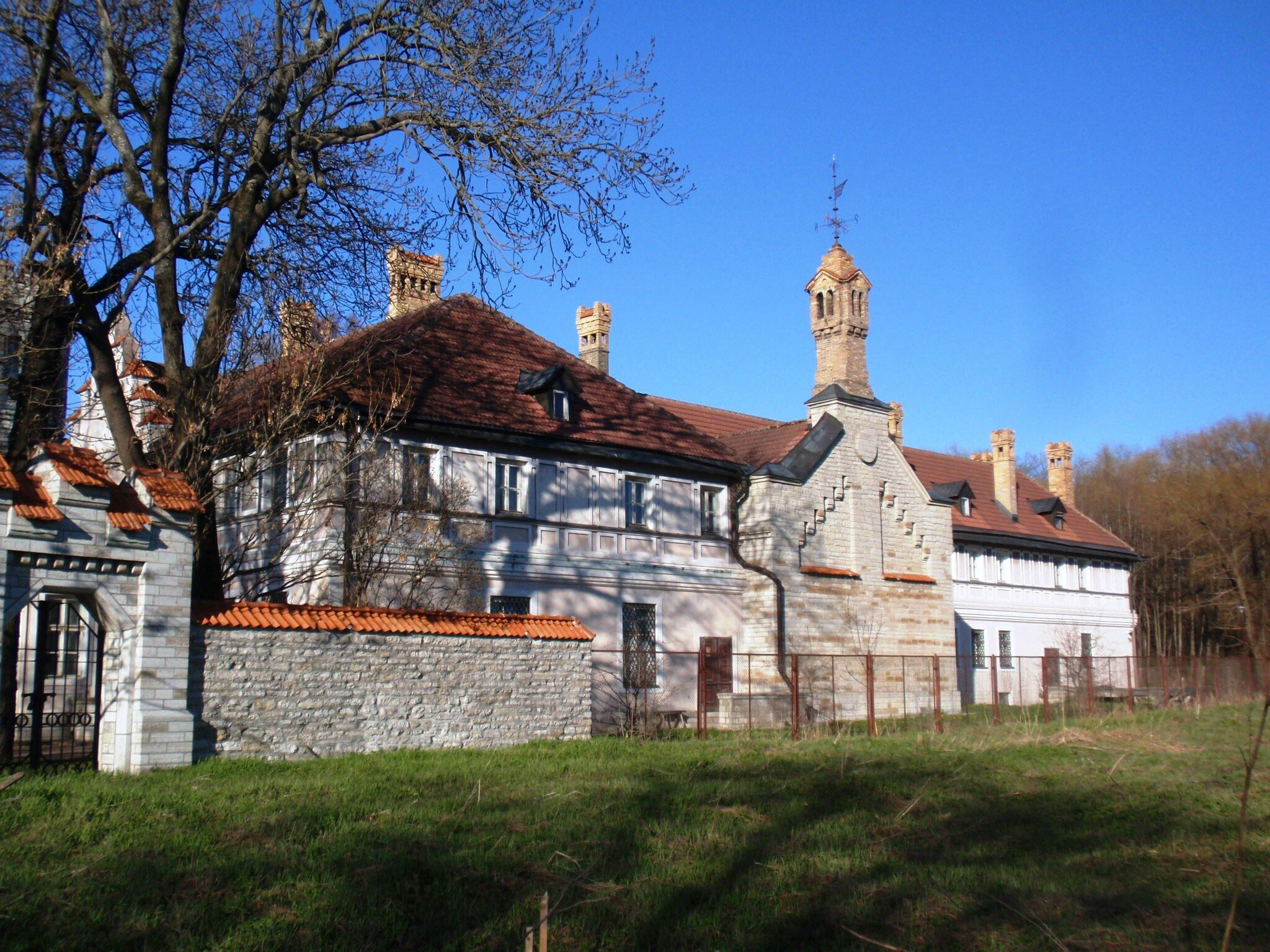
Замок Орлова в 2011 году, вид с южной стороны
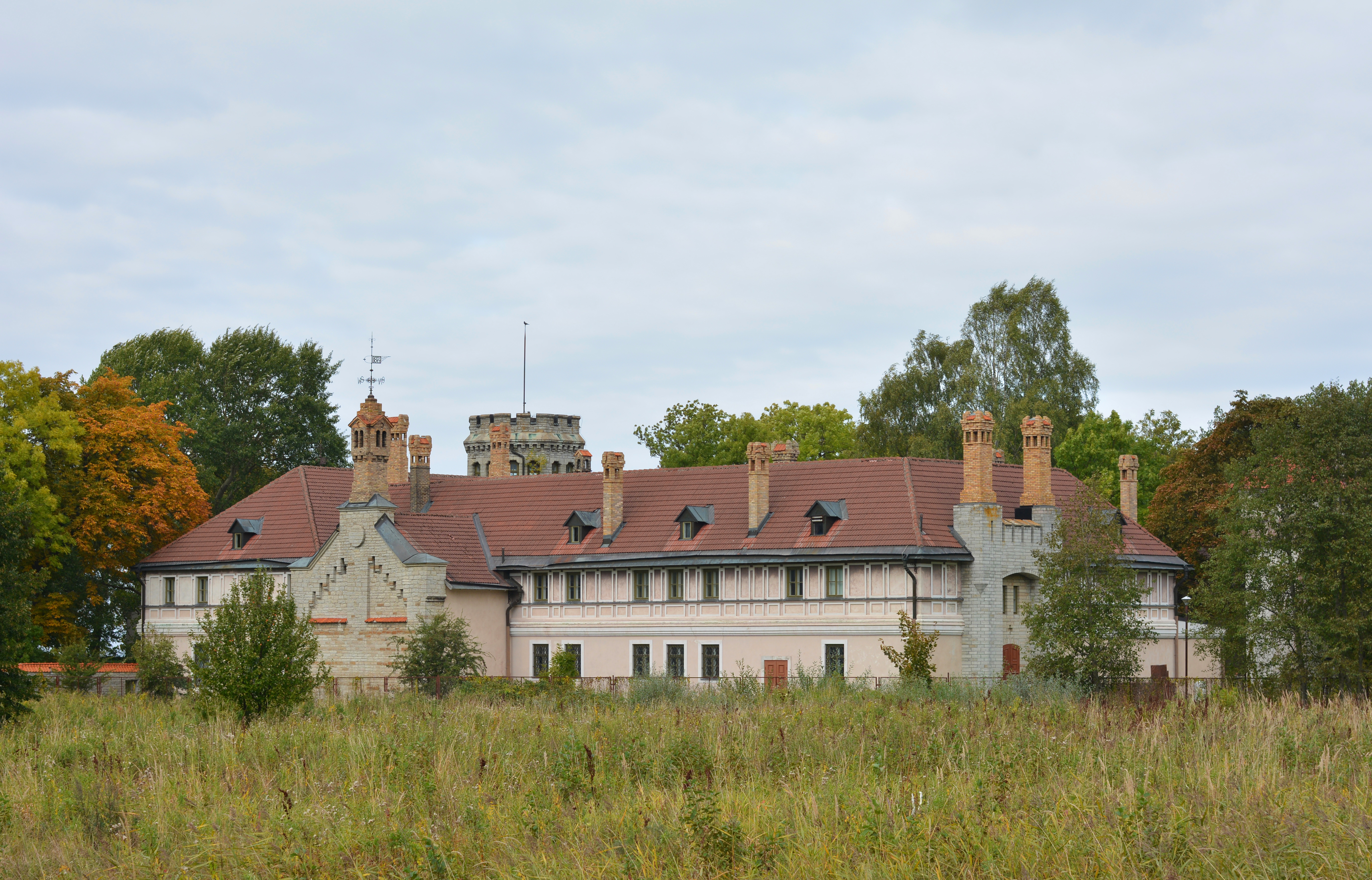
Замок Орлова в 2014 году, вид сзади
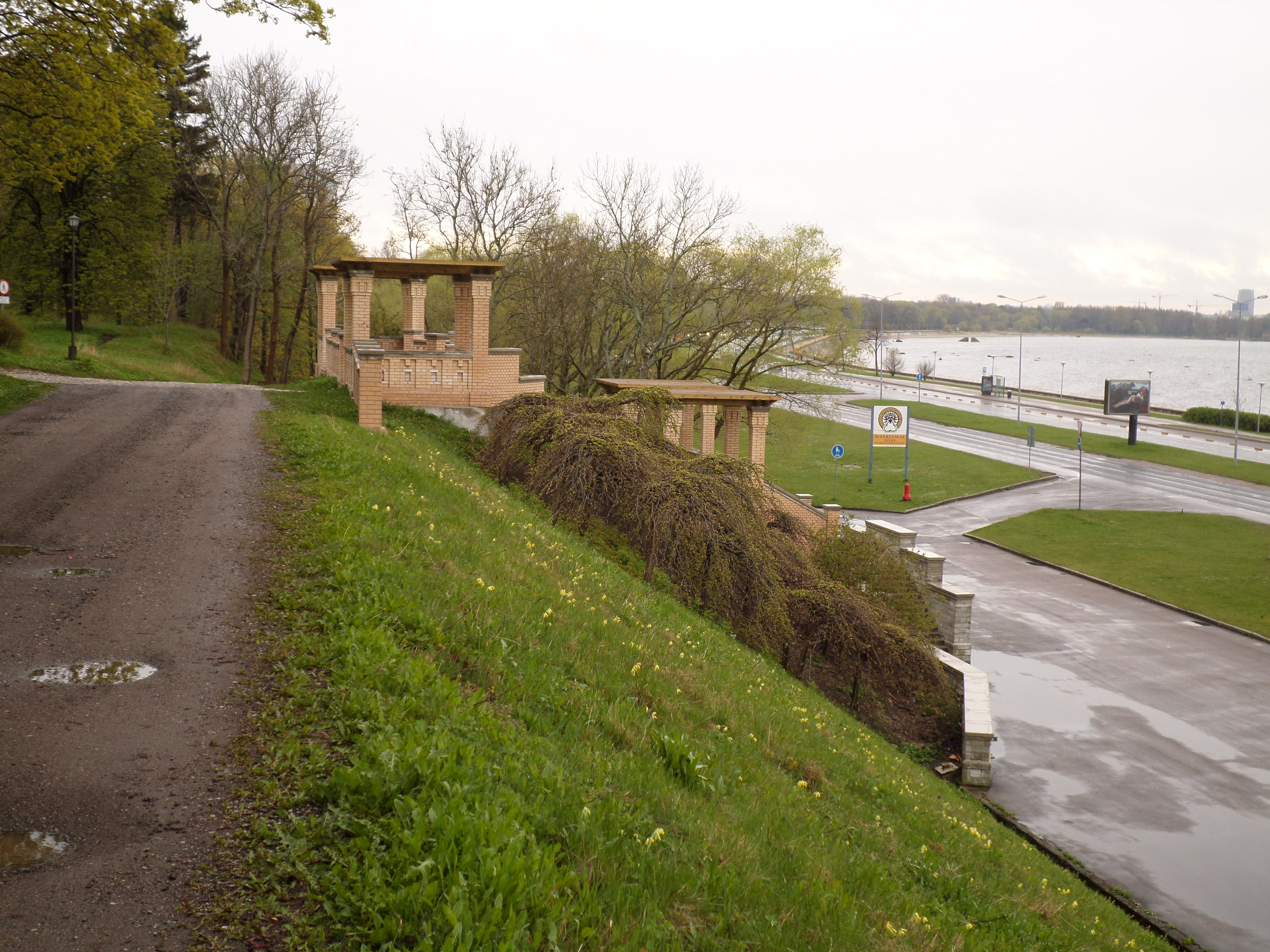
Лестница замка Орлова
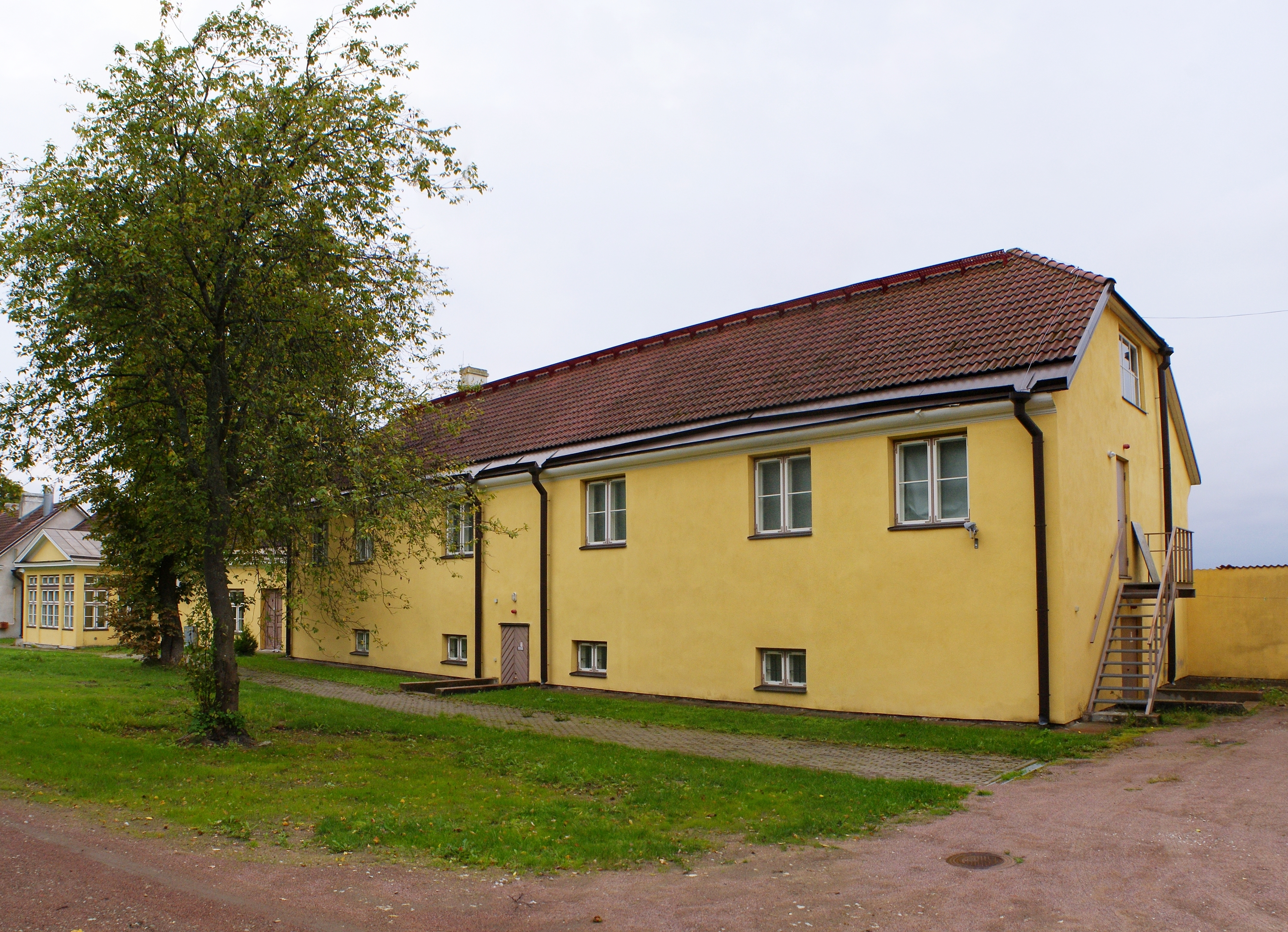
Здание кухни
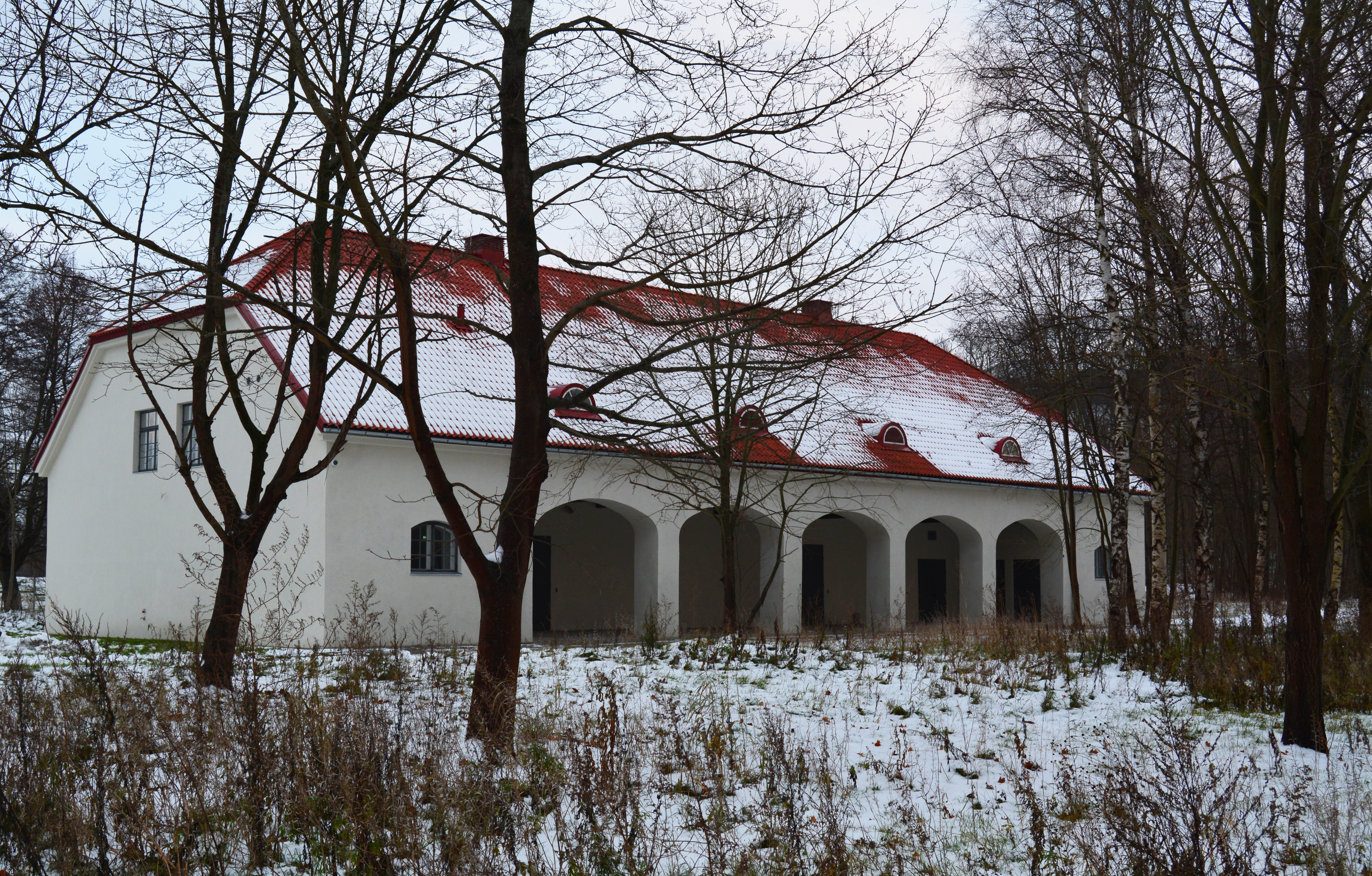
Конюшня
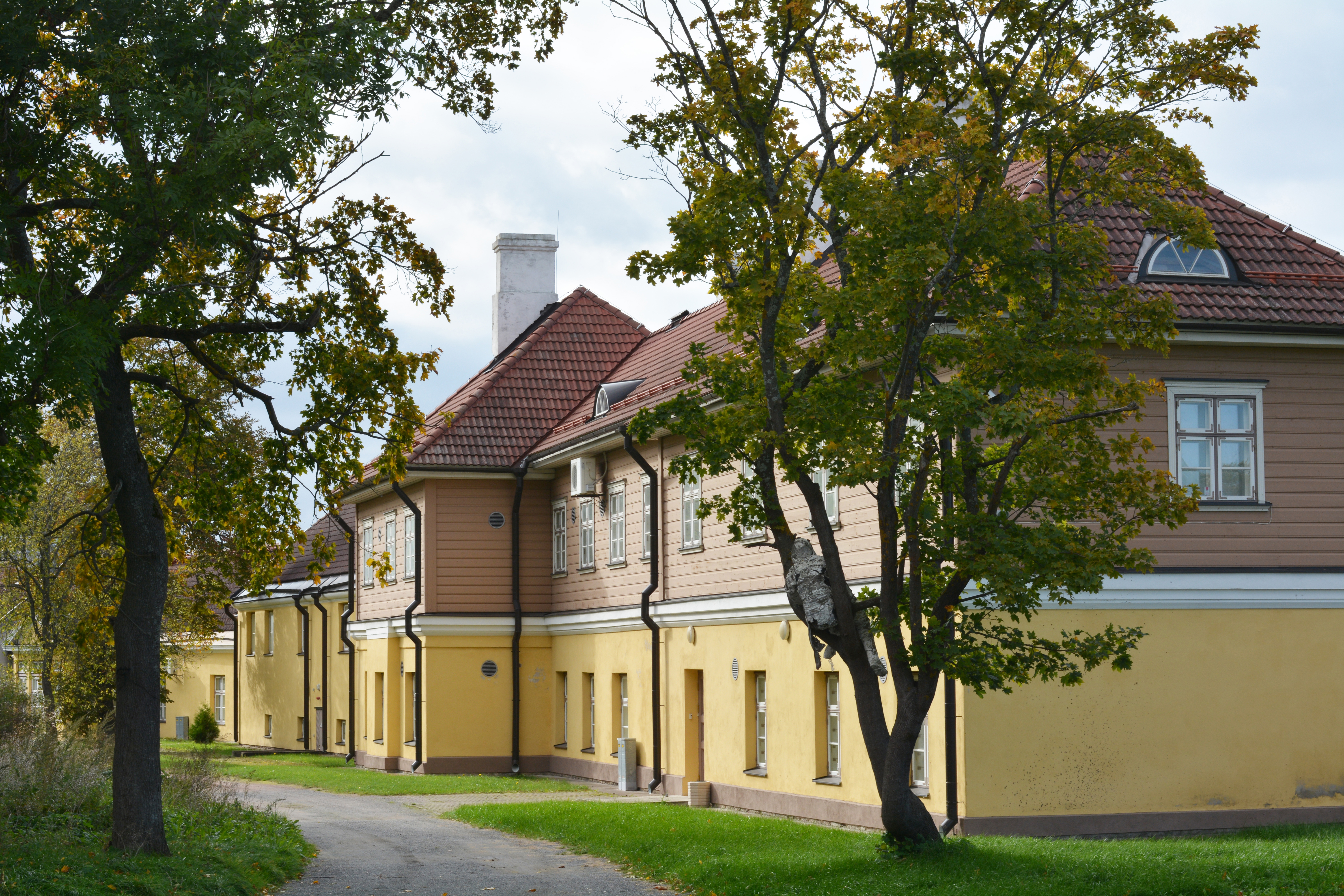
Амбар
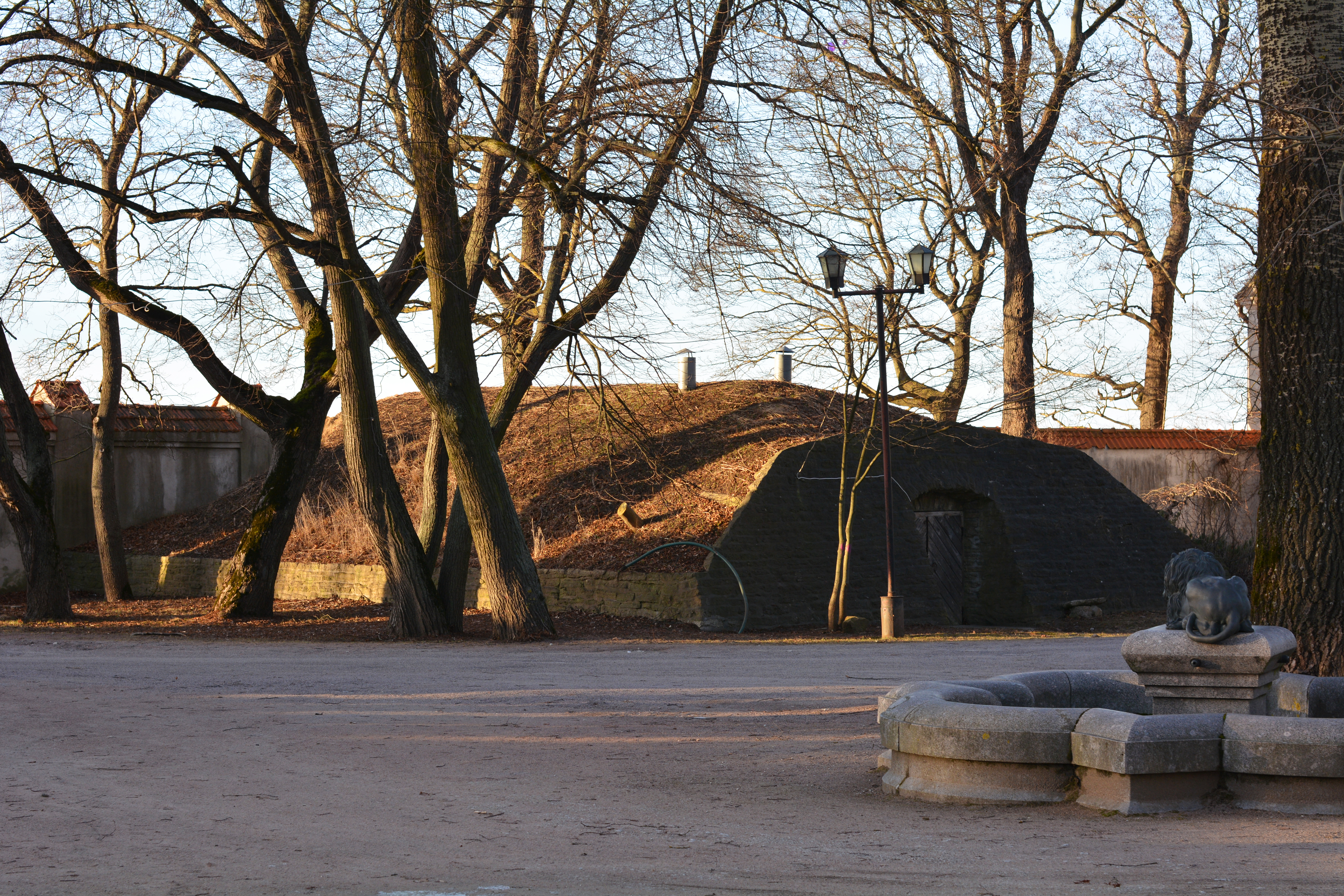
Ледяной погреб
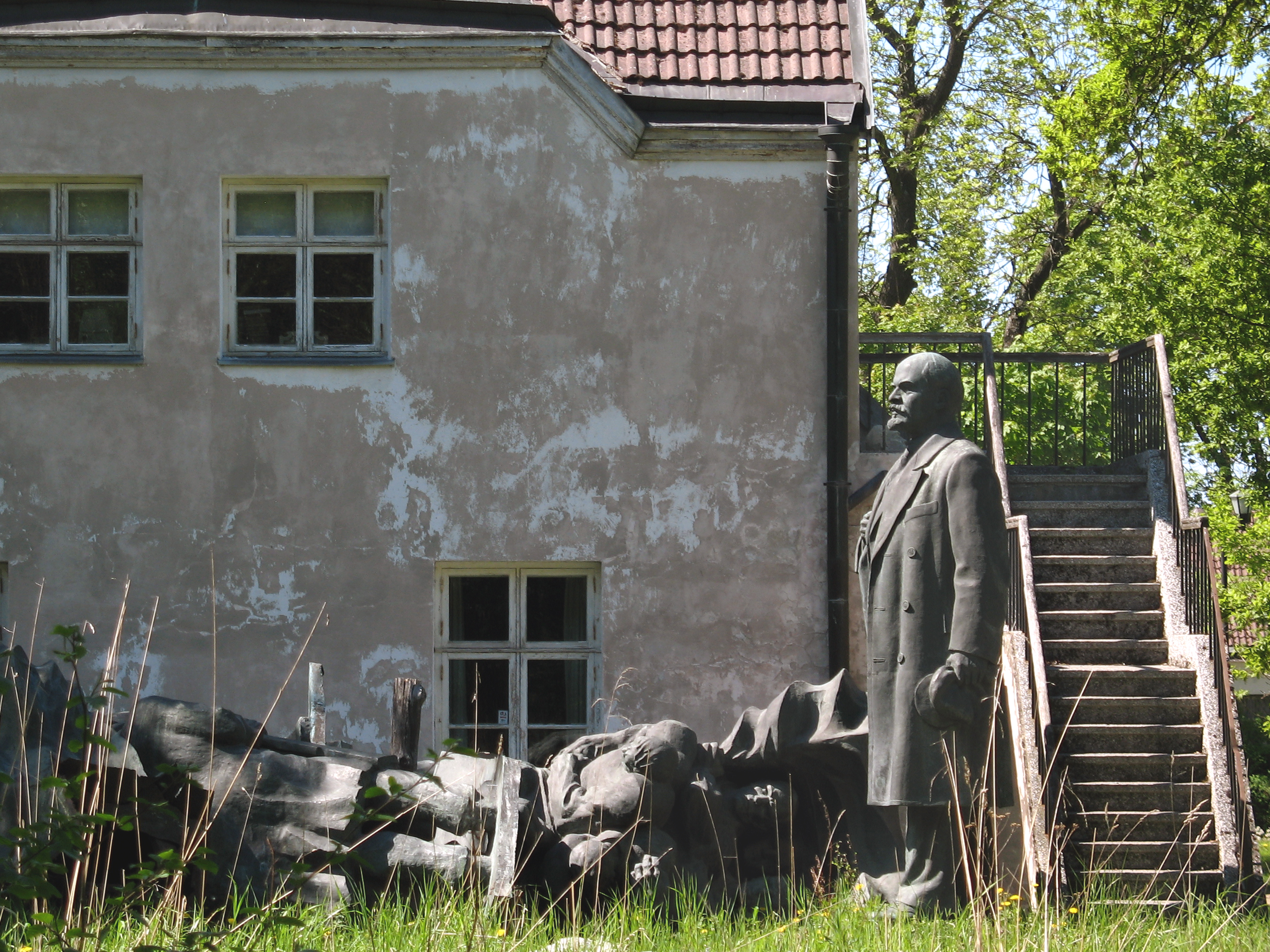
Парк, 2009 год